# ناحیه بلافدل، شهرستان گرین، ایلینوی
ناحیه بلافدل (به انگلیسی: Bluffdale Township) یک منطقهٔ مسکونی در ایالات متحده آمریکا است که در شهرستان گرین، ایلینوی واقع شده‌است. ناحیه بلافدل ۱۳۵ متر بالاتر از سطح دریا واقع شده‌است.